# Dušan Andrašovský
Dušan Andrašovský (* 8. Dezember 1976 in Zvolen, Tschechoslowakei) ist ein ehemaliger slowakischer Eishockeyspieler, der mit dem HC Košice zweimal die slowakische Meisterschaft gewann. In Deutschland stand er zwischen 2012 und 2014 beim 1. EV Weiden in der Oberliga Süd unter Vertrag.

## Karriere
Dušan Andrašovský begann seine Karriere als Eishockeyspieler in seiner Heimatstadt in der Nachwuchsabteilung des HKm Zvolen. Von dort wechselte er zu den U20-Junioren des HC Dukla Trenčín, für dessen Profimannschaft er in der Saison 1995/96 sein Debüt in der slowakischen Extraliga gab. Anschließend kehrte der Flügelspieler zum HKm Zvolen zurück, für den er vier Jahre lang als Stammspieler in der Extraliga auf dem Eis stand. Von 2000 bis 2006 trat er mit dem HC Lasselsberger Plzeň in der tschechischen Extraliga an, ehe er jeweils eineinhalb Jahre bei deren Ligarivalen HC Moeller Pardubice und RI OKNA Zlín verbrachte. Die Saison 2009/10 begann der Slowakei beim Young-Sprinters Hockey Club in der Schweizer National League B. Nach dessen Insolvenz und der damit verbundenen Vereinsauflösung kehrte er im November 2009 in seine slowakische Heimat zurück, in der er einen Vertrag beim HC Košice erhielt. Mit Košice wurde er auf Anhieb Slowakischer Meister. Diesen Erfolg konnte er mit seiner Mannschaft in der folgenden Spielzeit wiederholen. Die Saison 2011/12 verbrachte er bei seinem Ex-Klub HC Plzeň 1929 in Tschechien. Zwischen 2012 und 2014 spielte er bei den Blue Devils Weiden.
Seit 2021 ist Andrašovský Cheftrainer der tschechischen U18-Frauen-Nationalmannschafts sowie Assistenztrainer der tschechischen Frauen-Nationalmannschaft, mit der er bei der Weltmeisterschaft 2022 und Weltmeisterschaft 2023 jeweils die Bronzemedaille gewann.

## Erfolge und Auszeichnungen
- 2010 Slowakischer Meister mit dem HC Košice
- 2011 Slowakischer Meister mit dem HC Košice
- 2022 Bronzemedaille bei der Weltmeisterschaft (als Trainer)
- 2023 Bronzemedaille bei der Weltmeisterschaft (als Trainer)

## Karrierestatistik
(Legende zur Spielerstatistik: Sp oder GP = absolvierte Spiele; T oder G = erzielte Tore; V oder A = erzielte Assists; Pkt oder Pts = erzielte Scorerpunkte; SM oder PIM = erhaltene Strafminuten; +/− = Plus/Minus-Bilanz; PP = erzielte Überzahltore; SH = erzielte Unterzahltore; GW = erzielte Siegtore; 1 Play-downs/Relegation; Kursiv: Statistik nicht vollständig)